# 루나 3호
루나 3호는 소련의 달 탐사선으로 루나 계획에 따라 1959년 10월 4일 00:43:39 UTC에 R-7 로켓에 의해 발사되었다. 1959년 10월 6일에 달에 도달했으며, 1959년 10월 7일 03:30 UTC에 최초로 달의 뒷면을 촬영했다.

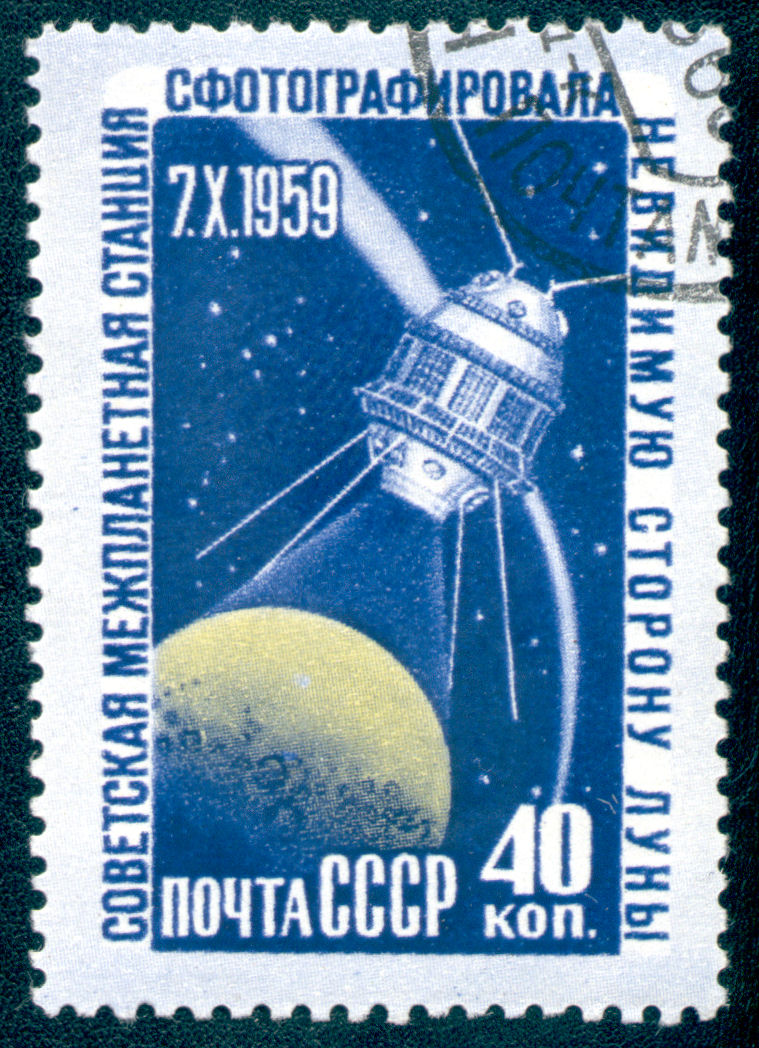
루나 3호를 기념하는 소련 우표. 1959년에 발행.

## 같이 보기
- 루나 1호
- 루나 2호